# روسكو كونكلينج بروس
روسكو كونكلينج بروس (بالإنجليزية: Roscoe Conkling Bruce)‏ هو محرر أمريكي، ولد في 21 أبريل 1879 في واشنطن العاصمة في الولايات المتحدة، وتوفي في 16 أغسطس 1950 في نيويورك في الولايات المتحدة.